# Beautiful survivor
「beautiful survivor」（ビューティフル・サバイバー）は、日本のロックバンド、DOPING PANDAのシングル。2008年6月18日、gr8!recordsよりリリース。

## 解説
- アルバム『Dopamaniacs』より3か月ぶりのシングル。
- 表題曲には、蛯原友里出演の資生堂「ANESSA」CMソングという大型タイアップが付いた。そのため、本作で（シングルでの）オリコン最高位を大幅に更新した。

## 収録曲
1. beautiful survivor (4:32)
（作詞・作曲：Yutaka Furukawa　編曲：DOPING PANDA）
  - 資生堂「ANESSA」CMソング
  - 後発のアルバム『decadence』『THE BEST OF DOPING PANDA』ではそれぞれ表記は無いが再録された別バージョンとなっており、PVで使用されている音源を聴けるのはこのシングルのみとなっている。
2. We say we love each other (3:29)
（作詞・作曲：Yutaka Furukawa　編曲：DOPING PANDA）